# Rue des Clarisses (Strasbourg)
Pour les articles homonymes, voir Rue des Clarisses.
La rue des Clarisses est une rue de Strasbourg, rattachée administrativement au quartier Centre. Elle va de la rue de la Fonderie jusqu'au quai Schoepflin, qui longe le canal du Faux-Rempart.

## Histoire et toponymie

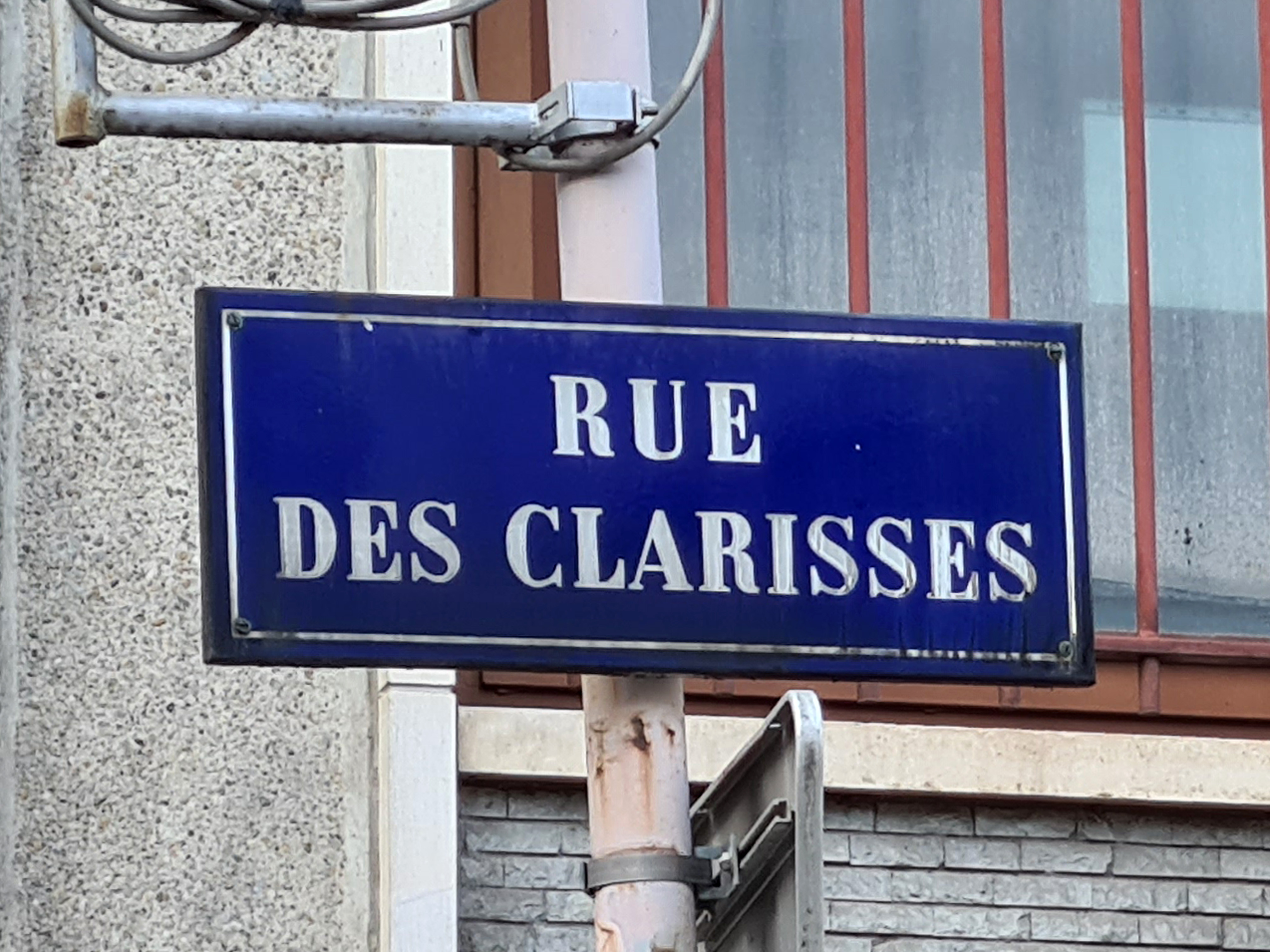
Plaque.

Dans sa configuration actuelle, la rue a été créée en 1961.
Elle doit son nom à un couvent de Clarisses présent sur le site au Moyen Âge. Branche féminine de l'ordre des Franciscains (ou Ordre des Frères mineurs), l'ordre des Clarisses (ou Ordre des Pauvres Dames) possédait deux couvents à Strasbourg. Fondé vers 1260, celui qui a donné son nom à la rue se trouvait près du marché aux chevaux (St. Klara auf dem Rossmarkt), sur l'emplacement de l'actuelle place Broglie. L'autre avait été fondé vers 1280 dans l'ancienne rue de la Courtine des Juifs par une communauté précédemment implantée à Haguenau.
Dès la fin du XIVe siècle, le Magistrat avait racheté une parcelle de terrain près du premier couvent et, à partir de 1430, il entrepose du matériel dans deux granges. Lorsque le couvent est fermé peu après la Réforme, la Ville reprend terrains et bâtiments. Elle agrandit son arsenal et procède à une vaste réorganisation des installations militaires, regroupant notamment les canons, jusque là dispersés dans la ville. La fonderie de canons de Strasbourg jouit d'une certaine notoriété, également à l'étranger,.
Le débouché de la rue de la Fonderie sur le quai Schoepflin  date du XIXe siècle. Les anciens terrains militaires disparaissent, en 1961 la rue des Clarisses est créée et on construit un vaste centre de chèques postaux, dont la façade arrière donne sur la nouvelle rue.

## Bâtiments remarquables

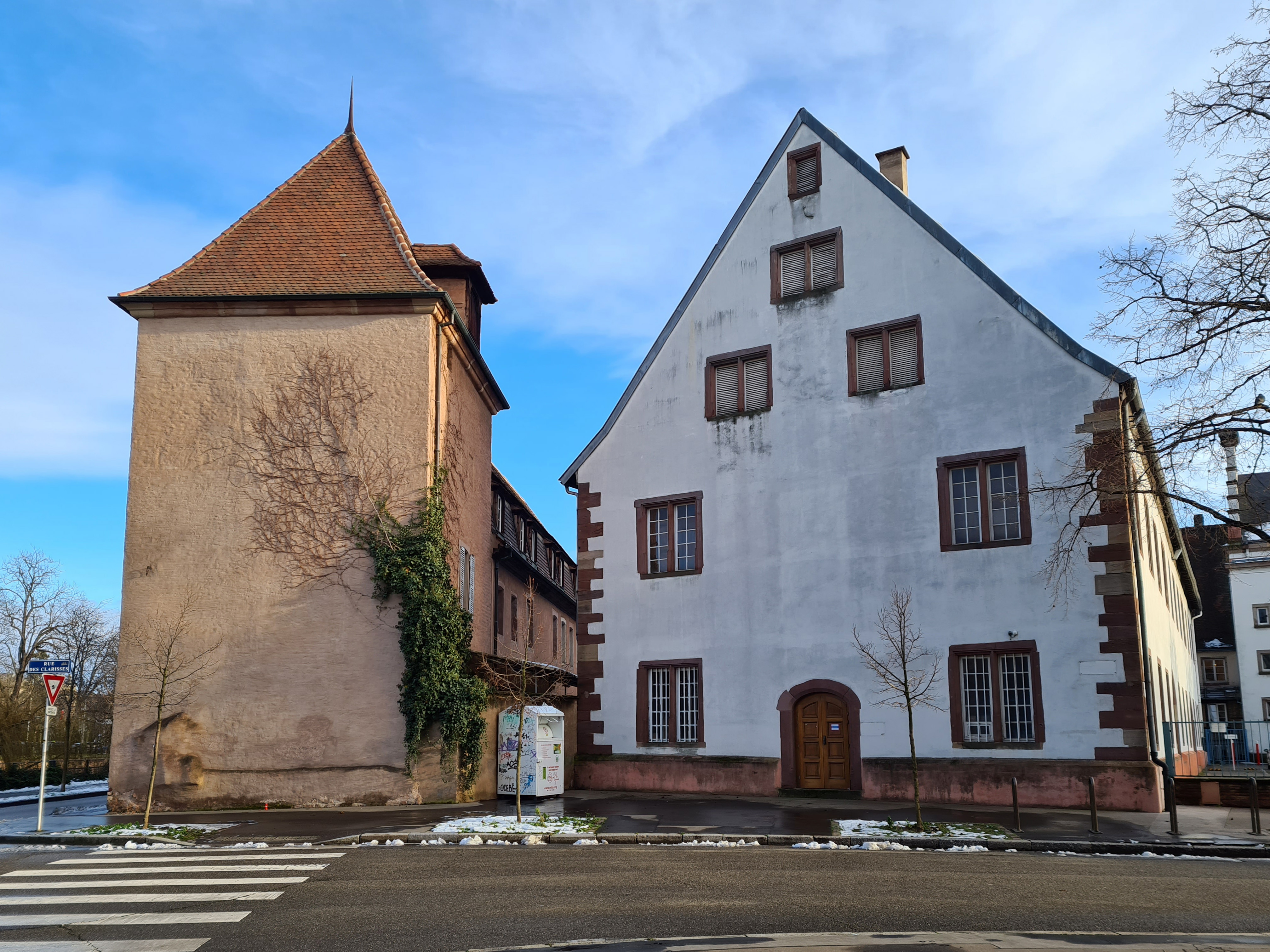
Tour carrée et façade arrière de la chapelle de garnison.

À l'angle avec le quai Schoepflin se trouve une tour carrée, vestige de l'enceinte médiévale. Incorporée dans le bâtiment de l'ancienne direction d'artillerie, à côté de créneaux murés datant de 1200, c'est la seule qui subsiste encore, les deux autres ayant été démolies.
À côté de la tour s'élève la façade arrière de la chapelle de garnison, reconstruite en 1575 mais pourvue d'éléments plus tardifs, dont la façade principale donne sur la place Broglie et le square Markos-Botzaris.